# Championnat du Mali de football 2012-2013
Navigation
Saison précédente Saison suivante
La saison 2012-2013 du Championnat du Mali de football est la 46e édition de la première division malienne à poule unique, la Première Division. Les seize meilleurs clubs maliens sont regroupés au sein d'une poule unique où ils s'affrontent deux fois, à domicile et à l'extérieur. En fin de saison, les trois derniers du classement sont relégués en fin de saison et remplacés par les trois meilleurs clubs de Deuxième division.
C'est le Stade malien qui remporte la compétition après avoir terminé très largement en tête du classement final du championnat, avec vingt points d'avance sur l'AS Real Bamako et vingt-quatre sur un duo composé du tenant du titre, Djoliba AC et du Cercle olympique de Bamako. Il s'agit du 18e titre de champion du Mali de l'histoire du club, qui réussit même le doublé en s'imposant en finale de la Coupe du Mali face à Djoliba AC.

## Qualifications continentales
Le vainqueur du championnat et son dauphin se qualifient pour la Ligue des champions de la CAF 2014. Le troisième du classement et le vainqueur de la Coupe du Mali obtiennent quant à eux leur billet pour la Coupe de la confédération 2014. Si le vainqueur de la Coupe se classe parmi les trois premiers, c'est le quatrième du classement qui récupère la place vacante.

## Les clubs participants
| - Djoliba AC - AS Real Bamako - Cercle olympique de Bamako - Office du Niger Sports - Promu de Deuxième division - Centre Salif Keita - Onze Créateurs de Niaréla - AS Korofina - Atar Club - Promu de Deuxième division | - Stade malien - CS Duguwolofila - Jeanne d'Arc FC - AS Nianan - AS Bakaridjan - AS Bamako - USFAS Bamako - Promu de Deuxième division - AS Missira |

## Compétition

### Classement
Le barème de points servant à établir le classement se décompose ainsi :
- Victoire : 3 points
- Match nul : 1 point
- Défaite : 0 point

| Rang | Équipe                     | Pts | J  | G  | N  | P  | Bp | Bc | Diff |
| ---- | -------------------------- | --- | -- | -- | -- | -- | -- | -- | ---- |
| 1    | Stade malienC              | 79  | 30 | 25 | 4  | 1  | 56 | 14 | +42  |
| 2    | AS Real Bamako             | 59  | 30 | 17 | 8  | 5  | 51 | 28 | +23  |
| 3    | Djoliba ACT                | 55  | 30 | 15 | 10 | 5  | 47 | 19 | +28  |
| 4    | Cercle olympique de Bamako | 55  | 30 | 15 | 10 | 5  | 37 | 23 | +14  |
| 5    | Onze Créateurs de Niaréla  | 46  | 30 | 13 | 7  | 10 | 40 | 28 | +12  |
| 6    | AS Nianan                  | 43  | 30 | 13 | 4  | 13 | 33 | 32 | +1   |
| 7    | AS Bakaridjan              | 41  | 30 | 11 | 8  | 11 | 23 | 22 | +1   |
| 8    | CS Duguwolofila            | 38  | 30 | 10 | 8  | 12 | 20 | 30 | -10  |
| 9    | USFAS BamakoP              | 36  | 30 | 9  | 9  | 12 | 28 | 32 | -4   |
| 10   | AS Missira                 | 36  | 30 | 9  | 9  | 12 | 30 | 37 | -7   |
| 11   | Centre Salif Keita         | 34  | 30 | 9  | 7  | 14 | 25 | 30 | -5   |
| 12   | Office du Niger SportsP    | 34  | 30 | 9  | 7  | 14 | 23 | 39 | -16  |
| 13   | AS Bamako                  | 33  | 30 | 9  | 6  | 15 | 36 | 36 | 0    |
| 14   | AS Korofina                | 32  | 30 | 8  | 8  | 14 | 32 | 36 | -4   |
| 15   | Jeanne d'Arc FC            | 30  | 30 | 7  | 9  | 14 | 21 | 41 | -20  |
| 16   | Atar ClubP                 | 10  | 30 | 2  | 4  | 24 | 14 | 69 | -55  |

|  | Qualification pour la Ligue des champions de la CAF 2014                             |
|  | Qualification pour la Coupe de la confédération 2014                                 |
|  | Relégation en Deuxième division                                                      |
|  | T : Tenant du titre C : Vainqueur de la Coupe du Mali P : Promu de Deuxième division |

## Bilan de la saison
| Championnat du Mali de football 2012-2013 |                            |
| Champion                                  | Stade malien (18e titre)   |
| Coupes et trophées                        |                            |
| Vainqueur de la Coupe du Mali 2012-2013   | Stade malien               |
| Qualifications continentales              |                            |
| Ligue des champions de la CAF 2014        | Stade malien               |
| Ligue des champions de la CAF 2014        | AS Real Bamako             |
| Coupe de la confédération 2014            | Djoliba AC                 |
| Coupe de la confédération 2014            | Cercle olympique de Bamako |
| Promotions et relégations                 |                            |
| Promus en Division 1                      | Débo Club Mopti            |
| Promus en Division 1                      | El Widj Aguel Hoc          |
| Promus en Division 1                      | AS Police Bamako           |
| Relégués en Division 2                    | AS Korofina                |
| Relégués en Division 2                    | Jeanne d'Arc FC            |
| Relégués en Division 2                    | Atar Club                  |